# Stank
Stank is, in de dagelijkse betekenis, een geur die door de mens wordt waargenomen en door onze hersenen negatief wordt beoordeeld. 

## Stank en het menselijk lichaam
Wetenschappelijk gezien zijn het de moleculen die bovengenoemde reactie met zich meebrengen. Dit negatief beoordelen van een geur is meestal een (evolutionair geprogrammeerd) signaal dat een situatie of een product niet in orde is, bijvoorbeeld stank door rotting, en is dus een signaal om zich te verwijderen van de stankbron.
Vele gifstoffen ruiken echter niet onaangenaam: fosgeen, lewisiet, koolmonoxide, blauwzuur, en vele andere hebben geen of zelfs een aangename geur. 
Stank kan bij hoge intensiteit leiden tot klachten als hoofdpijn en braakneigingen. Stank kan leiden tot geurhinder of stankoverlast.
Stinkdieren maken hier gebruik van door in geval van nood hun aanvaller met een nevel van zeer walgelijke geurstoffen te besproeien die voornamelijk thiolen en thio-esters bevat:
Tijdens de "natte" ontzwaveling van aardolie komt meestal een mengsel vrij van verschillende fenolen, chinonen, thiolen en thiol-esters van onder meer heterocyclische verbindingen en polycyclische aromatische koolwaterstoffen. Deze stoffen kunnen als ze in kleine hoeveelheden vrijkomen al stankoverlast veroorzaken.

## Negatieve hedonische waarde
De aangenaamheid van een geur kan worden vastgesteld aan de hand van de 'hedonische waarde'. Een negatieve hedonische waarde betekent een negatieve beoordeling van de geur, en dus stank. Deze negatieve beoordeling kan variëren van -1 tot -4, wat respectievelijk voor 'zeer licht onaangenaam' en 'zeer onaangenaam' staat. De hedonische waarde kan ook positief zijn, voor aangename geuren.

## Bestrijding van stank
a. Eerste keus: voorkomen dat de stank ontstaat.

b. Door het uitwassen van stank uit de lucht; dit kan alleen als de stank kan worden ingezogen bijvoorbeeld vanuit een schoorsteen of afzuigkanaal; hiervoor worden specifieke gaswassers gebruikt.

c. Door toepassing van Geurneutraliserende Middelen; deze reageren met stankmoleculen waardoor een derde, niet stinkend product ontstaat.

## Stank als wapen
Het voorbeeld van het stinkdier is door de mens overgenomen. Professionele stinkbommen worden ontworpen door politie en militairen voor oproerbestrijding. Stankwapens zijn effectief, zelfs bij lage concentraties, en zijn veiliger dan peperspray en traangas. Het meest effectief is een mengsel van verschillende stoffen, waardoor men niet aan de geur kan wennen. Wie bevangen wordt door de geur krijgt last van hoofdpijn en braakneigingen, en zal al snel afzien van het kwaad dat hij in de zin had.

## Stinkbommen
Stinkbommen maken deel uit van het assortiment van vele feestwinkels. Ze bestaan meestal uit een ampul met daarin een sulfidezout, bijvoorbeeld ammoniumsulfide. In contact met vocht uit de lucht ontstaat een sterke rotte-eierenlucht door het vrijkomende waterstofsulfide. Een ander veelgebruikte stankbom is gebaseerd op butaanzuur, en kan verkregen worden door boter te laten reageren met loog. Butaanzuur is ook in pure vorm verkrijgbaar. In alle gevallen geldt dat stinkbommen niet gebruikt mogen worden in te kleine afgesloten ruimtes, in menigten waar paniek kan uitbreken, of jegens een weerloos persoon.

## Stinkende stoffen
Een aantal chemicaliën ruikt voor de mens zeer vies. Deze zijn onder andere:
- Indool (faeces - in lage concentraties ruikt het echter naar bloemen)
- Pyridine (zeer onaangenaam van geur maar komt in zeer lage concentraties in tal van genot- en voedingsmiddelen voor)
- Propaanzuur (zweet)
- Butaanzuur (bedorven boter)
- Ozon
- Waterstofsulfide (rotte eieren)
- Chloor
- Ammoniak
- Broom
- De meeste thiolen (ook wel mercaptanen genoemd)

## Uitdrukkingen
Een aantal Nederlandse uitdrukkingen verwijst naar stank of stinken. Enkele voorbeelden zijn:
- Er zit een luchtje aan - er is iets niet in orde
- De vis begint te stinken bij de kop - het loopt het eerst mis bij de leiding.
- Eigen roem/lof stinkt - door over jezelf op te scheppen maak je een nare indruk

## Trivia
Zowel de namen van de stoffen ozon en broom zijn afgeleid van Oudgriekse woorden "stinken" of "rieken". 